# Хауслаб, Франц фон
Франц Эдлер фон Хауслаб (1 февраля 1798, Вена, Австрийская империя — 11 февраля 1883, Вена, Австро-Венгрия) — австрийский военачальник, фельдцейхмейстер, военный педагог, специалист в области картографии и геологии.

## Биография
Сын австрийского офицера, живописца, художника-миниатюриста Франца Эдлера фон Хауслаба (1749—1820). Окончил инженерную академию. В 1815 году в чине фендрика принимал участие во французской кампании. В 1816 году служил при Генерал-квартирмейстере. Позже, был преподавателем инженерной академии. В этой должности добился больших успехов в топографии и картографии.
С 1827 по 1830 год находился в Константинополе, где служил инструктором турецких офицеров.
Подготовил многих выдающихся студентов. Будучи капитаном, а затем майором, был педагогом эрцгерцогов Альбрехта и Фридриха Фердинанда Леопольда, в 1843 году — учителем будущего императора Франца Иосифа I и его брата эрцгерцога Фердинанда Максимилиана (будущего императора Мексики).
Во время революции 1848 года в чине генерал-майора, командовал артиллерией против повстанцев на улицах Вены. В 1849 году сражался против венгерских повстанцев.
В том же был награждён рыцарским Военным орденом Марии Терезии.
В 1854—1860 годах — Генеральный директор артиллерии, а в 1860—1865 годах — начальник Научного комитета военного ведомства империи.
Командовал артиллерией во время Австро-итало-французской войны в 1859 году.
В 1868 году в чине фельдцейхмейстера (Генерала от артиллерии австро-венгерской армии) вышел в отставку.

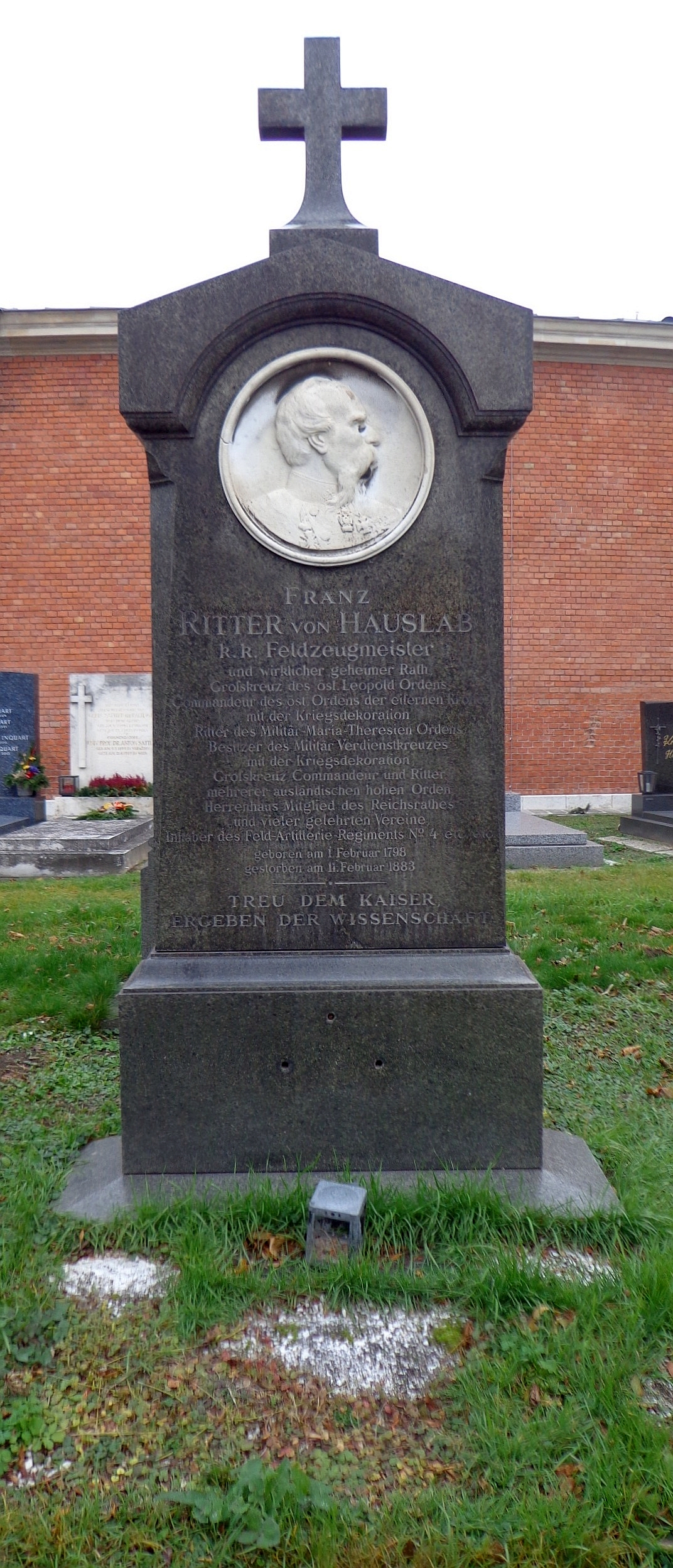
Памятник на могиле Франца фон Хауслаба на Центральном кладбище Вены

Франц фон Хауслаб был одним из самых известных австрийских генералов того времени, являлся членом многих учёных обществ. Занимался геологическими исследованиями. Ввёл ряд новшеств в австрийскую картографию. Автор нескольких научных трудов.
Похоронен на Центральном кладбище Вены.

## Избранные труды
- Über die Bodengestaltung Mexiko’s (1864)
- Über die charakteristischen Kennzeichen der geschichtlichen Entwicklungs-Abschnitte der Kriegertracht vom Beginn des XVIII. Jahrhunderts (Bécs, 1864).